# Kościół Świętego Mikołaja w Wilnie
Kościół Świętego Mikołaja  (lit. Vilniaus Šv. Mikalojaus bažnyčia) – najstarszy kościół w Wilnie położony na starym mieście.

## Historia kościoła
Kościół został zbudowany około 1440 roku. Po 1812 roku zbudowano zakrystię. Na prośbę arcybiskupa Bolesława Kłopotowskiego w dniu 31 grudnia 1900 roku biskup Stefan Aleksander Zwierowicz (Stephen Aleksandras Žveravičius) przekazał kościół nielicznej litewskojęzycznej społeczności mieszkającej w mieście. Od tego czasu, przed I wojną światową oraz w dwudziestoleciu międzywojennym kościół stał się miejscem spotkań litewskiej społeczności Wilna. Był to jedyny kościół w Wilnie, w którym odbywały się kazania w języku litewskim. W 1930 roku w kościele umieszczono popiersie księcia Witolda Kiejstutowicza, które wyrzeźbił Rafał Jachimowicz. 
W nocy z 22 na 23 marca 1943 roku miał miejsce nalot samolotów sowieckich na Wilno. Jedna z bomb trafiła w plebanię parafii św. Mikołaja. Zginął wówczas proboszcz parafii ksiądz Krzysztof Czybir (lit. Kristupas Čibiras). Ranni zostali ks. arcybiskup Mieczysław Reinys i ks. Wincenty Taszkun. W 1972 roku kościół został wyremontowany. Pseudogotyckie elementy na szczycie frontowym są rekonstrukcją z XX wieku. 

## Galeria

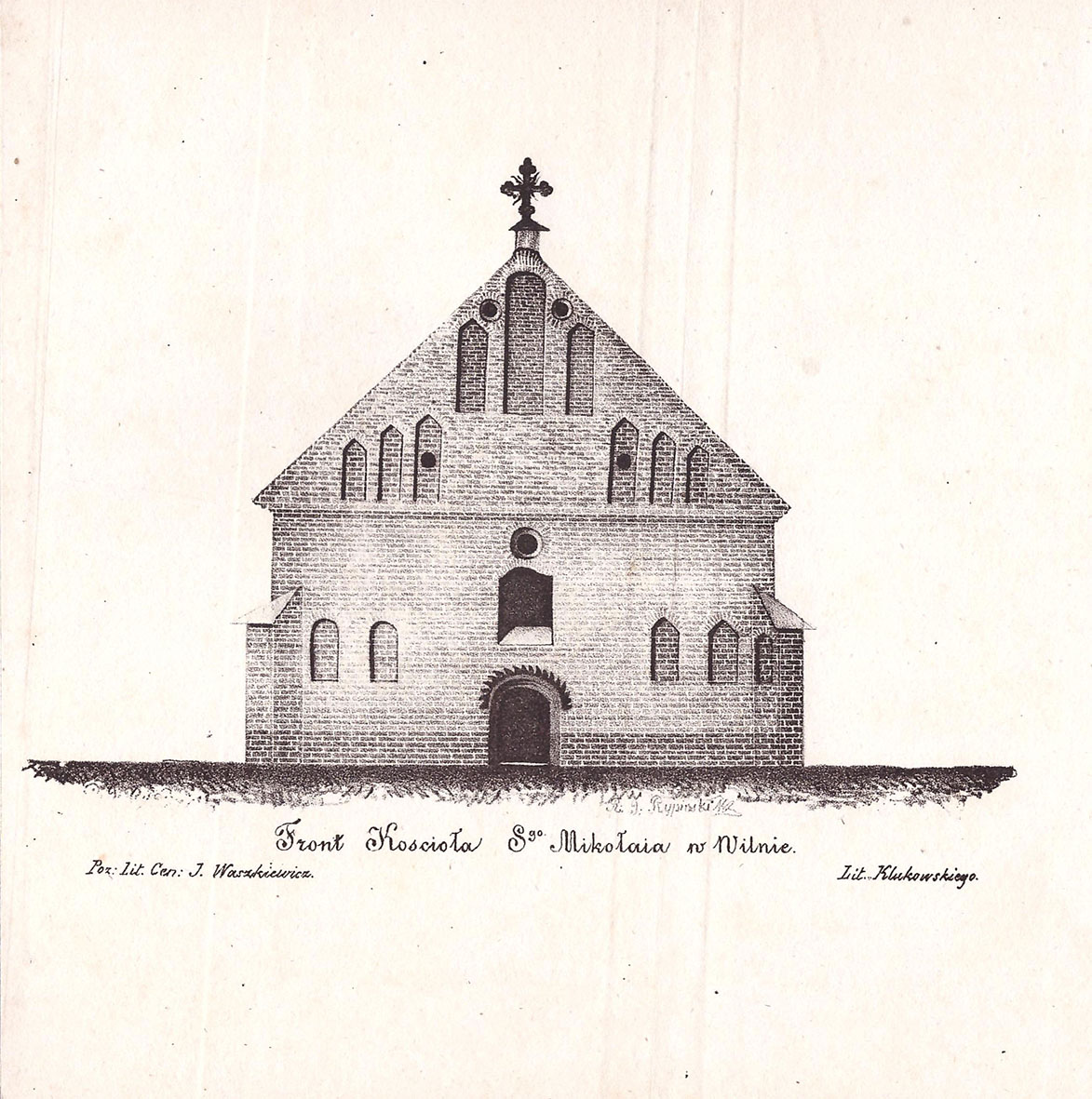
Fasada kościoła w 1836 roku
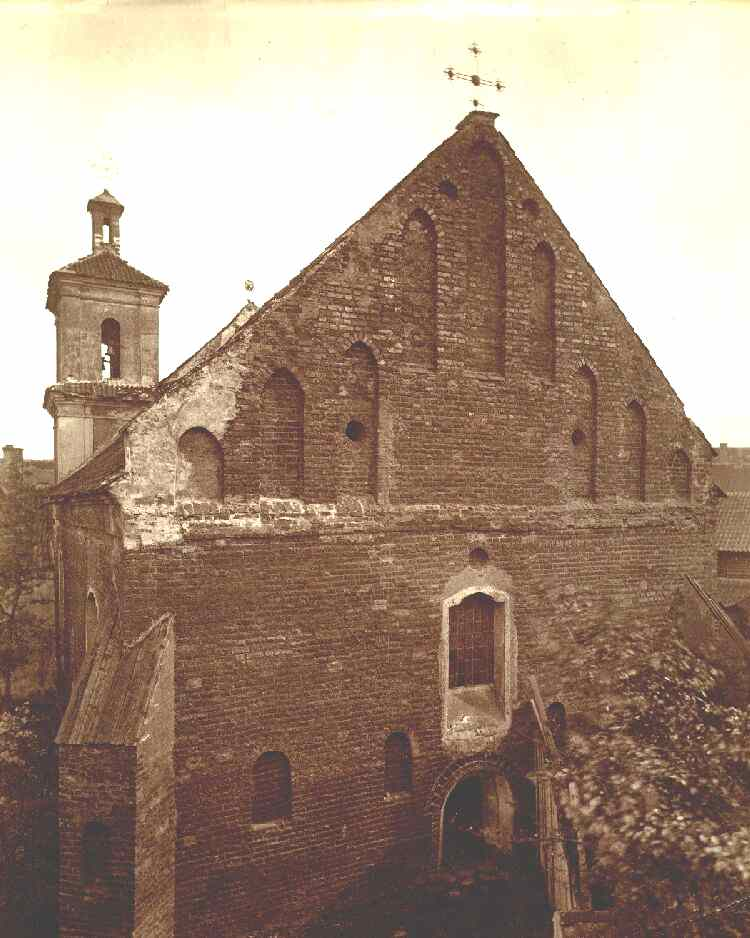
Fasada kościoła w XIX wieku.
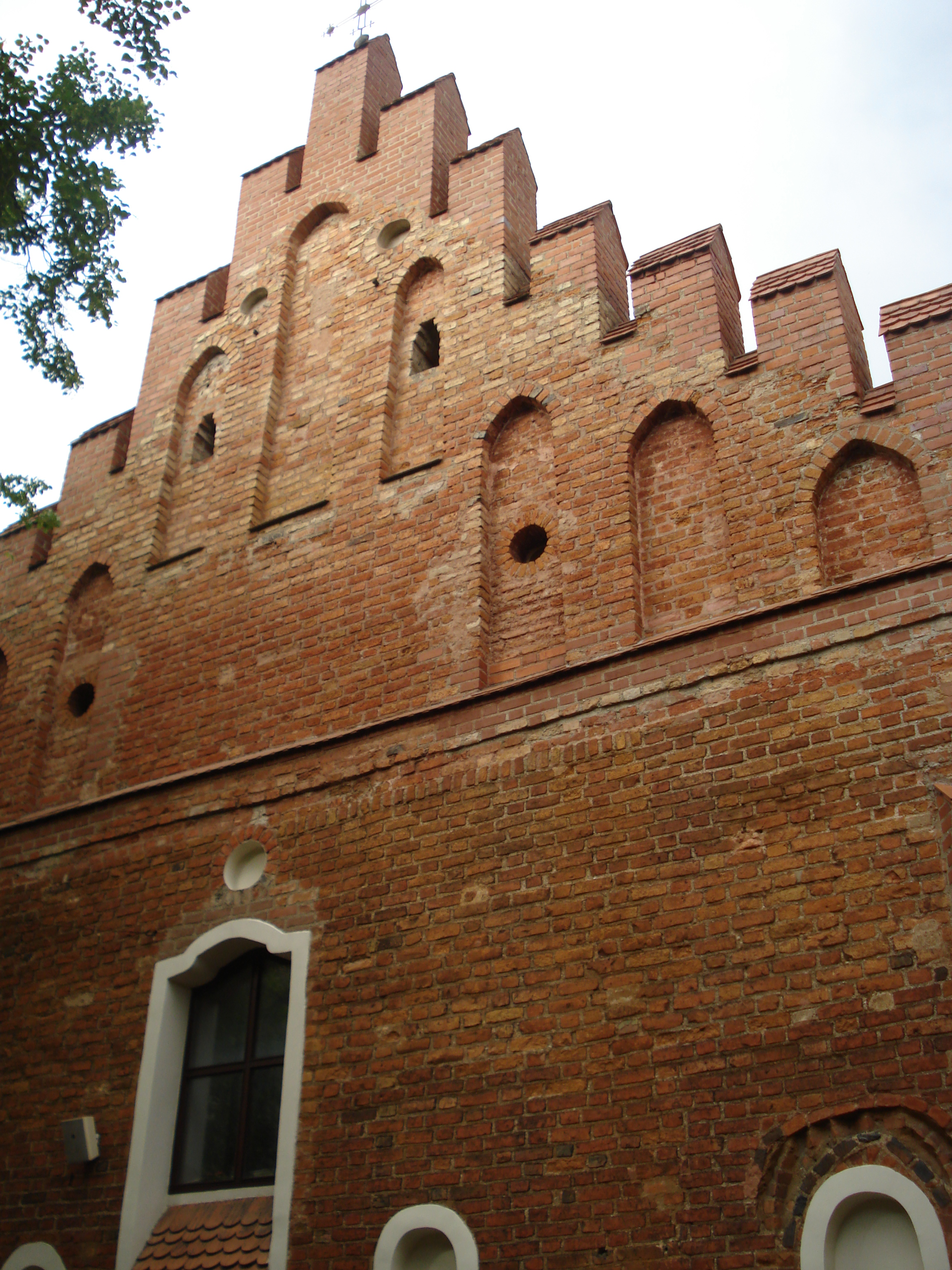
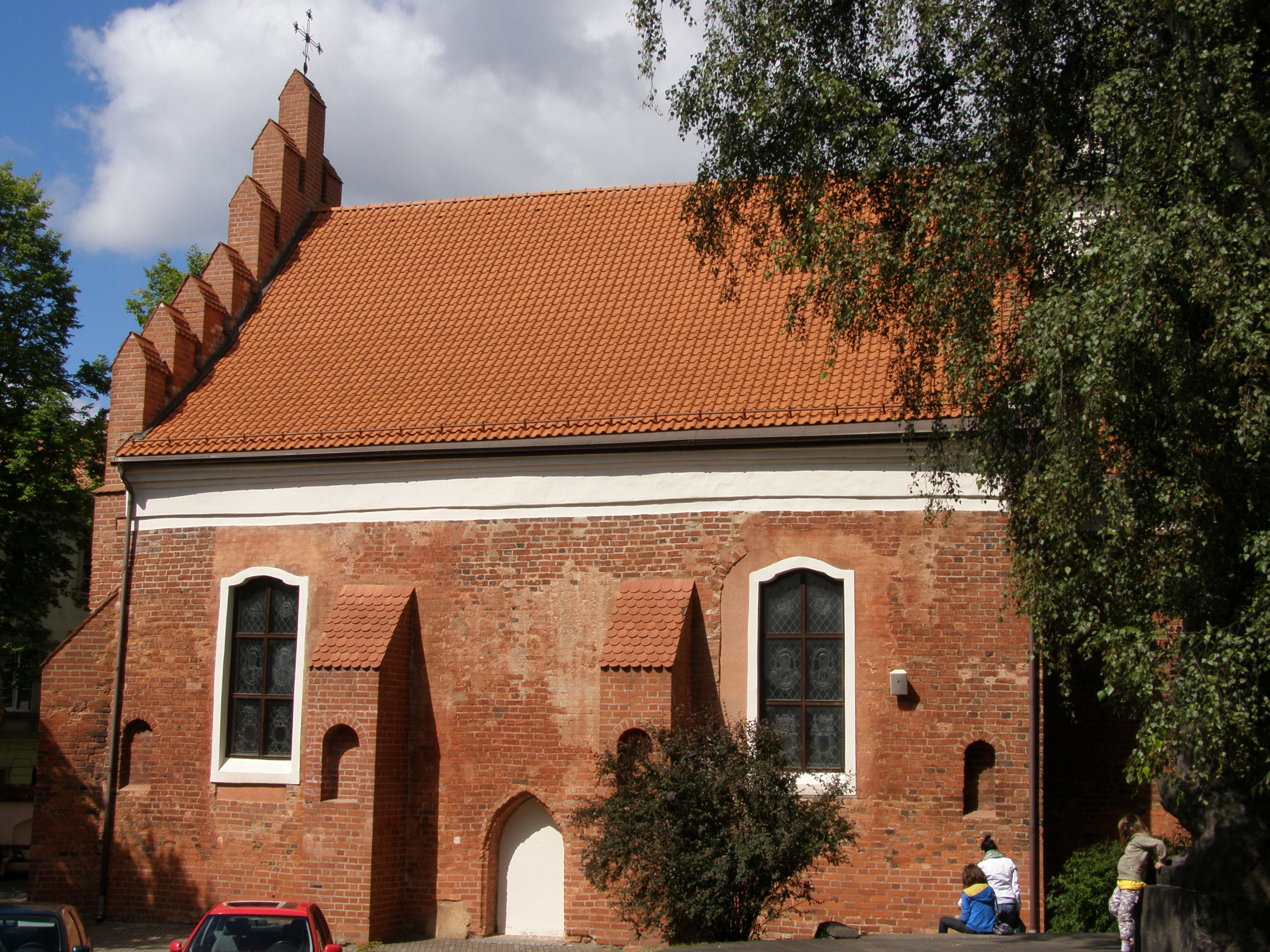
Ściana boczna
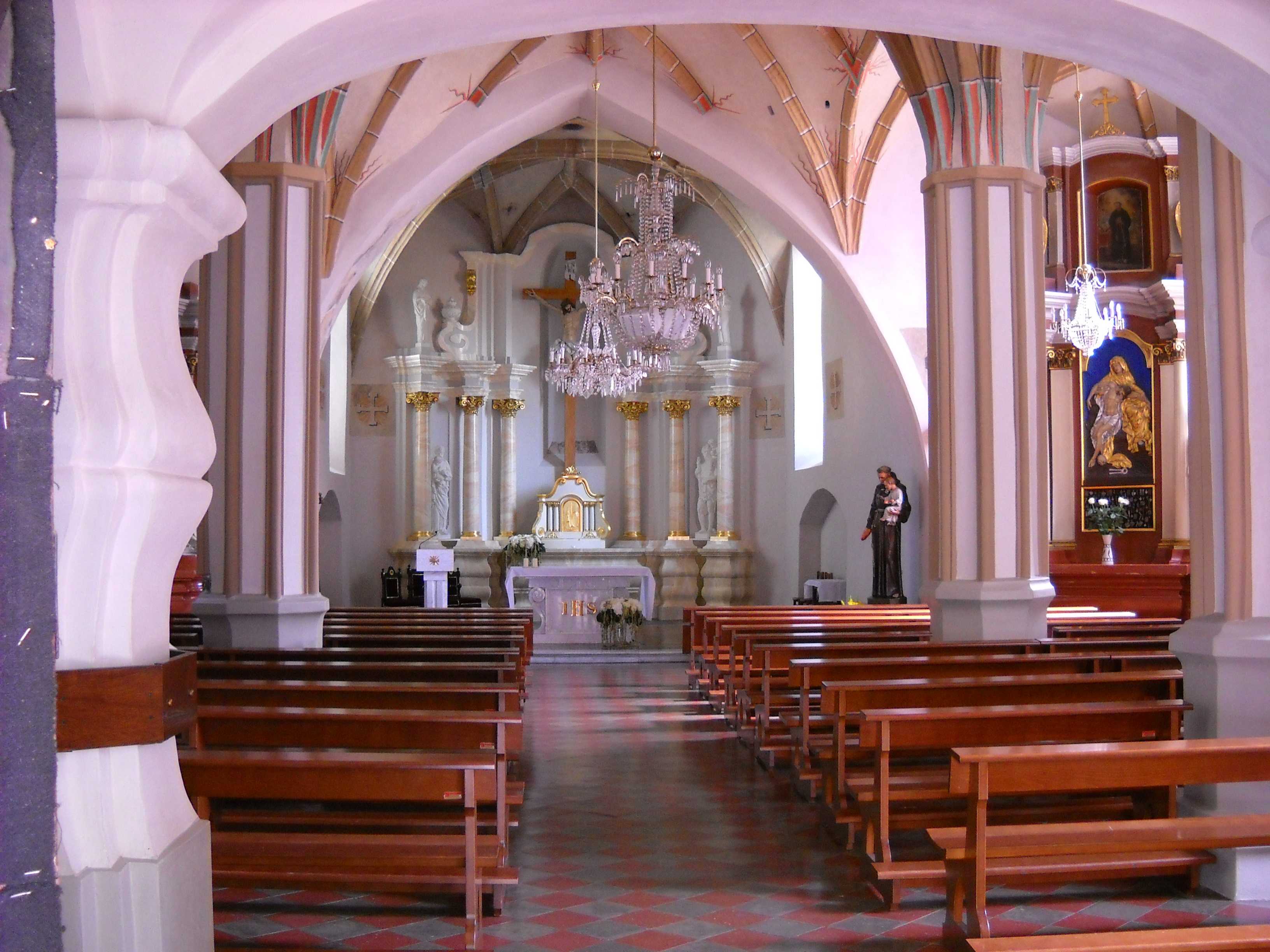
Wnętrze kościoła